# Mount Youngman
Mount Youngman ist ein verschneiter und 620 m hoher Berg im westantarktischen Marie-Byrd-Land. Er ragt 6 km südöstlich der Scott-Nunatakker in den Alexandra Mountains auf der Edward-VII-Halbinsel auf. Am Kopfende des Cumbie-Gletschers überragt er das nördlich gelegene Swinburne-Schelfeis und die Sulzberger Bay.
Der United States Geological Survey kartierte ihn anhand eigener Vermessungen und Luftaufnahmen der United States Navy aus den Jahren von 1964 bis 1966. Das Advisory Committee on Antarctic Names benannte ihn 1971 nach Captain Samuel A. Youngman, medizinischer Offizier im Kommandostab der Unterstützungseinheiten der US Navy in Antarktika während der Operation Deep Freeze der Jahre 1969 und 1970.